# Liste von Bibliotheken in Sachsen-Anhalt
Die Liste der Bibliotheken in Sachsen-Anhalt enthält eine Auswahl der Bibliotheken des Landes Sachsen-Anhalt. In vielen Städten bestehen zudem Stadtbibliotheken.

## Burg
- Stadtbibliothek Brigitte Reimann Burg

## Dessau-Roßlau
- Anhaltische Landesbücherei Dessau

## Halle (Saale)
- Bibliothek der Franckeschen Stiftungen
- Bibliothek der Stiftung Händel-Haus
- Stadtbibliothek Halle
- Universitäts- und Landesbibliothek Sachsen-Anhalt
- Marienbibliothek

## Magdeburg
- Stadtbibliothek Magdeburg
- Universitätsbibliothek Magdeburg
- Medizinische Zentralbibliothek Magdeburg
- Leonardo-Bibliothek
- Bibliothek des Landtages von Sachsen-Anhalt

## Saalekreis
- Stadtbibliothek Bad Dürrenberg
- Goethebibliothek Bad Lauchstädt
- Stadtbibliothek Braunsbedra
- Bibliothek Kabelsketal
- Stadtbibliothek Landsberg
- Stadtbibliothek Leuna
- Stadtbibliothek Merseburg
- Stadtbibliothek Mücheln
- Bibliothek Petersberg
- Stadtbibliothek Querfurt
- Gemeindebibliothek Beesenstedt (Salzatal)
- Gemeindebibliothek Salzmünde (Salzatal)
- Gemeindebibliothek Lieskau (Salzatal)
- Bibliothek Schkopau
- Bücherei der Gemeinde Teutschenthal (Bücherei – Galerie – Lesecafé Teutschenthal)
- Bibliothek Schraplau (Weida-Land)
- Burg-Bücherei Wettin (Wettin-Löbejün)

## Stendal
- Stadtbibliothek Stendal
- Schönebeck’sche Bibliothek

## Zerbst
- Francisceumsbibliothek

## Fachbibliotheken
- Bibliothek der Stiftung Händel-Haus
- Bibliothek des Landesarchivs Sachsen-Anhalt
- Bibliothek des Landtages von Sachsen-Anhalt
- Domstiftsbibliothek des Merseburger Doms
- Marienbibliothek
- Medizinische Zentralbibliothek Magdeburg

## Ehemalige Bibliotheken
- Alvensleben’sche Bibliotheken
- Stolbergische Bibliothek Wernigerode